# 一线声机
是一部2004年的美國犯罪驚悚电影，导演為戴维·R·埃利斯，主演為金·贝辛格、克里斯·埃文斯、傑森·史塔森和威廉·梅西。克里斯·摩根和賴瑞·柯恩編劇。
本片後來在2008年被翻拍成香港電影《保持通話》。

## 劇情
一位講授自然科學的中學女教師潔西卡，一天在家中遭到一群以伊桑为首的歹徒襲擊，女傭被槍殺、自己也被綁架。歹徒的下一個目標就是她的兒子，基於為母則強的本性，她將被歹徒打壞的電話組裝起來，設法向外界撥打。
一位海灘年轻人瑞恩無意間被潔西卡聯繫上，察覺事態嚴重的他立即報警，然而警局正在處理嫌犯暴動事件，無暇他顧，瑞恩只好自己找尋事情的真相。為了救人，瑞恩極力地搶救電力下降的手機，避免斷訊，卻同時發現歹徒們不僅是強悍兇殘，他們實際的身分及動機，更是駭人聽聞。
原来伊桑等人的身分是警察，他们之所以要这么做，是因為他們在抓捕毒贩时，為了一己私利枪杀了两名毒贩，並將這两名毒贩的巨額販毒所得據為己有。而他們殺人的过程正好被潔西卡的丈夫克雷格用攝影機拍了下来，伊桑等人的目的是奪回錄影帶，毀滅證據，並將人質處决掉。之後伊桑等人挾持克雷格，要克雷格把摄像机交出來，此時瑞恩出現並奪下攝影機。瑞恩主動聯繫伊桑等人，要用攝影機交換潔西卡、克雷格和他們的兒子，雙方約在聖莫尼卡海灘進行交易。而在同一時間，受理瑞恩報案的警察鮑勃在調查過程中察覺事有蹊蹺，也來到了海灘。最终瑞恩與鮑勃合力打敗伊桑等人，救了潔西卡一家三口。

## 演員和角色
- 金·贝辛格 飾 Jessica Kate Martin，中学女教师（廖菁 配音）
- 克里斯·埃文斯 飾 Ryan，無意間接到Jessica求救電話的遊客（赵岭 配音）
- 傑森·史塔森 飾 Ethan Greer，绑架Jessica一家三口的主犯，警察（张瑶函 配音）
- 威廉·梅西 飾 Bob Mooney，正直的警察（白涛 配音）
- 諾亞·埃莫里奇 飾 Jack Tanner
- 理查德·布基 飾 Craig Martin，Jessica的丈夫，警察枪杀毒贩录像的拍摄者（陆建艺 配音）
- 瓦萊麗·克魯茲（英语：Valerie Cruz） 飾 Dana Bayback
- 謝茜嘉·比爾 飾 Chloe（张凯 配音）
- 艾瑞克·克里斯蒂安·奧森 飾 Chad（姜广涛 配音）
- 亞當·泰勒·戈登 飾 Ricky Martin，Jessica的儿子，就读于小学（张璐 配音）
- 卡洛琳·亞倫（英语：Caroline Aaron） 飾 Marilyn Mooney
- 馬特·麥科姆（英语：Matt McColm） 飾 Deason（张伟 配音）
- 艾瑞克·艾特巴里（英语：Eric Etebari） 飾 Dmitriy
- 布蘭登·凱利 飾 Mad Dog
- 瑞克·霍夫曼 飾 律师（韩童生 配音）
- 林·沙燁 飾 司機
- 蘿倫·桑契斯（英语：Lauren Sánchez） 飾 新聞主播
- 雪莉·榭佛（英语：Sherri Shepherd） 飾 精疲力竭的出納員（林兰 配音）
- Esther Mercado 饰 Rosario（冯宪珍 配音）